# ニッショードラッグ
株式会社ニッショードラッグ（英文社名：Nissho Drug Co.,Ltd. ）は、兵庫県神戸市東灘区に本社を置き、ドラッグストアチェーン「サーバ (Server) 」を展開していた企業。日本チェーンドラッグストア協会正会員。
「サーバ」の店舗は、京都府長岡京市の1店舗を除く全店舗が大阪府・兵庫県にあった。医薬品や健康食品をはじめ、日用雑貨や菓子類・飲料水、一部の店舗では生鮮食品なども取り扱っていた。
1956年5月、有限会社牧野薬局（まきのやっきょく）として設立。1998年8月に大阪市に本社を置く大手医療機器メーカーの株式会社ニッショー（現：ニプロ）と資本業務提携、ニッショーはドラッグストア分野へ進出した。これに伴い同年11月には、株式会社ニッショードラッグへ社名変更している。
2006年12月にニプロは保有する全株式を株式会社キリン堂へ譲渡し、キリン堂がニッショードラッグを吸収合併して、法人としては解散した。
キリン堂への合併後も「サーバ」の店舗ブランドはキリン堂が引き継ぎ、旧ニッショードラッグの店舗は「サーバ」として運営されていたが、2019年より店舗ブランドが順次「キリン堂」へ統一され、「サーバ」の店名は消滅した。

## 沿革
- 1956年5月 - 有限会社牧野薬局として設立。
- 1998年
  - 8月 - 医療機器メーカーの株式会社ニッショー（現：ニプロ）と資本業務提携。
  - 11月 - 株式会社ニッショードラッグへ社名変更。
- 2006年12月 - ニプロが全株式を株式会社キリン堂へ譲渡、キリン堂がニッショードラッグを吸収合併。
- 2019年 - 「サーバ」ブランドの店舗を、順次「キリン堂」ブランドへ統一。